# Калинаускас, Станиславас Миколович
Станиславас Миколович Калинаускас — советский литовский хозяйственный деятель, Герой Социалистического Труда.

## Биография
Родился в 1924 году в Мажейконяе. Член КПСС с 1965 года.
В 1949—1958 — колхозник, в 1958—1978 — бригадир колхоза «Кепаляй» Ионишкского района Литовской ССР.
Указом Президиума Верховного Совета СССР от 23 июня 1966 года присвоено звание Героя Социалистического Труда с вручением ордена Ленина и золотой медали «Серп и Молот».
Умер в 1978 году в Кепаляе Ионишкского района Литовской ССР.

## Награды и звания
- Герой Социалистического Труда (23.06.1966)
- Орден Ленина (23.06.1966)